# 2023–2024-es magyar férfi kézilabda-bajnokság (első osztály)
A 2023–2024-es magyar férfi kézilabda-bajnokság első osztálya a bajnokság 73. kiírása. 
A két győztes mérkőzésig tartó bajnoki döntőt az alapszakaszgyőztes Telekom Veszprém KC és az OTP bank-Pick Szeged játszotta. A címvédő veszprémi csapat a hazai hétgólos győzelmet követően Szegeden is győzni tudott négy góllal. A bajnokságot pontveszteség nélkül nyerte meg a Telekom Veszprém KC, történetük 28. bajnoki címét megszerezve.

## Résztvevő csapatok
| Csapat                     | Székhely          | Aréna                                       | Befogadóképesség |
| -------------------------- | ----------------- | ------------------------------------------- | ---------------- |
| Balatonfüredi KSE          | Balatonfüred      | Balatonfüredi Szabadidőközpont              | 0712             |
| Budakalász KC              | Budakalász        | Budakalászi Sportcsarnok                    | 0400             |
| Csurgói KK                 | Csurgó            | Sótonyi László Sportcsarnok                 | 1200             |
| Dabas VSE KC               | Dabas             | OBO Aréna                                   | 1920             |
| QHB-Eger                   | Eger              | Kemény Ferenc Sportcsarnok                  | 0885             |
| Ferencvárosi TC            | Budapest, IX. ker | Elek Gyula Aréna                            | 1300             |
| Gyöngyösi KK               | Gyöngyös          | Dr. Fejes András Sportcsarnok               | 1500             |
| Komlói BSK                 | Komló             | Komlói Sportközpont                         | 0800             |
| Nemzeti Kézilabda Akadémia | Balatonboglár     | NEKA csarnok                                | 0678             |
| OTP Bank - Pick Szeged     | Szeged            | Pick Aréna                                  | 8143             |
| PLER KC                    | Budapest          | Budapest Airport Aréna                      | 1000             |
| MOL-Tatabánya KC           | Tatabánya         | Tatabányai Multifunkcionális Sportcsarnok   | 6200             |
| Fejér B.Á.L.-Veszprém      | Veszprém          | Veszprém Aréna Március 15. úti Sportcsarnok | 5096 2200        |
| Telekom Veszprém KC        | Veszprém          | Veszprém Aréna                              | 5096             |

## Alapszakasz

### Tabella
| #   | Csapat                     | M  | GY | D | V  | G+ – G–  | GK   | P  | Megjegyzések           |
| --- | -------------------------- | -- | -- | - | -- | -------- | ---- | -- | ---------------------- |
| 1.  | Telekom Veszprém KC B, KGY | 26 | 26 | 0 | 0  | 1063–711 | +352 | 52 | Bajnoki döntőbe jutott |
| 2.  | OTP Bank-Pick Szeged       | 26 | 23 | 0 | 3  | 960–760  | +200 | 46 | Bajnoki döntőbe jutott |
| 3.  | MOL-Tatabánya KC           | 26 | 16 | 3 | 7  | 804–745  | +59  | 35 |                        |
| 4.  | Ferencvárosi TC            | 26 | 14 | 4 | 8  | 830–789  | +41  | 32 |                        |
| 5.  | Csurgói KK                 | 26 | 12 | 3 | 11 | 730–750  | −20  | 27 |                        |
| 6.  | Gyöngyösi KK               | 26 | 12 | 3 | 11 | 773–792  | −19  | 27 |                        |
| 7.  | Budakalász KC              | 26 | 11 | 3 | 12 | 742–768  | −26  | 25 |                        |
| 8.  | Balatonfüredi KSE          | 26 | 11 | 1 | 14 | 686–727  | −41  | 23 |                        |
| 9.  | Dabas VSE KC               | 26 | 11 | 1 | 14 | 736–776  | −40  | 23 |                        |
| 10. | QHB-Eger F                 | 26 | 8  | 2 | 16 | 675–799  | −124 | 18 |                        |
| 11. | PLER KC F                  | 26 | 8  | 2 | 16 | 714–791  | −77  | 18 |                        |
| 12. | Komlói BSK                 | 26 | 8  | 1 | 17 | 691–765  | −74  | 17 |                        |
| 13. | Nemzeti Kézilabda Akadémia | 26 | 7  | 3 | 16 | 700–776  | −76  | 17 | Kiesett                |
| 14. | Fejér-B.Á.L. Veszprém      | 26 | 2  | 0 | 24 | 716–871  | −155 | 4  | Kiesett                |

Forrás: https://www.mksz.hu/versenyek/felnottFerfiVersenyek/32022521/320218838 
A rangsorolás alapszabályai: 1. összpontszám, 2. egymás elleni eredmények összpontszáma, 3. egymás elleni eredmények gólkülönbsége, 4. egymás elleni eredmények szerzett góljainak száma, 5. gólkülönbség, 6. szerzett gólok száma.
(B): Bajnokcsapat, (K): Kieső csapat, (F): Feljutó csapat, (I): Kupainduló, (R): A rájátszás győztese, (KGY): Kupagyőztes

## A döntő
A bajnoki döntőbe az alapszakasz első két helyezettje jutott. A bajnoki címet két győzelemig tartó párharc megnyerésével lehetett megszerezni. Az első és ha szükséges lett volna, a harmadik mérkőzést az alapszakaszgyőztes Telekom Veszprém KC otthonában, a második mérkőzést a Pick Szeged pályáján rendezték.
| Alapszakasz 1.          | Alapszakasz 2.           | 1. mérkőzés | 2. mérkőzés | 3. mérkőzés |
| ----------------------- | ------------------------ | ----------- | ----------- | ----------- |
| Telekom Veszprém KC (1) | OTP Bank-Pick Szeged (2) | 35–28       | 34–30       | –           |

1. mérkőzés
| 2024. május 24. 20:00 (CEST) | Telekom Veszprém KC | 35–28       | OTP Bank-Pick Szeged  | Veszprém Aréna, Veszprém Nézőszám: 4100 Játékvezetők: Hargitai, Markó |
| 2024. május 24. 20:00 (CEST) | Jahja 8             | (19–13)     | Martins, Garciandia 6 | Veszprém Aréna, Veszprém Nézőszám: 4100 Játékvezetők: Hargitai, Markó |
| 2024. május 24. 20:00 (CEST) | 2× 1×               | Jegyzőkönyv | 4×                    | Veszprém Aréna, Veszprém Nézőszám: 4100 Játékvezetők: Hargitai, Markó |

2. mérkőzés
| 2024. május 29. 18:00 (CEST) | OTP Bank-Pick Szeged | 30–34       | Telekom Veszprém KC | Pick Aréna, Szeged Nézőszám: 5263 Játékvezetők: Bócz, Wiedemann |
| 2024. május 29. 18:00 (CEST) | négy játékos 4       | (13–16)     | három játékos 5     | Pick Aréna, Szeged Nézőszám: 5263 Játékvezetők: Bócz, Wiedemann |
| 2024. május 29. 18:00 (CEST) | 6× 1×                | Jegyzőkönyv | 6×                  | Pick Aréna, Szeged Nézőszám: 5263 Játékvezetők: Bócz, Wiedemann |

## Góllövőlista
| #   | Játékos             | Csapat              | Gól |
| --- | ------------------- | ------------------- | --- |
| 1.  | Nagy Bence          | FTC                 | 144 |
| 2.  | Josip Jurić-Grgić   | Budakalász KC       | 123 |
| 2.  | Mario Šoštarič      | Pick Szeged         | 123 |
| 4.  | Varsandán Milán     | Gyöngyösi KK        | 118 |
| 5.  | Gábor Marcell       | Csurgói KK          | 113 |
| 6.  | Aleksa Tufegdžić    | Csurgói KK          | 111 |
| 7.  | Váczi Milán         | Komlói BSK          | 110 |
| 8.  | Ludovic Fabregas    | Telekom Veszprém KC | 109 |
| 9.  | Simotics Mátyás     | PLER KC             | 108 |
| 10. | Abdeldjalil Zennadi | QHB-Eger            | 106 |